# Charles Van Den Broeck
Charles Van Den Broeck was een Belgisch touwtrekker.

## Levensloop
Van Den Broeck maakte deel uit van het Belgisch touwtrekteam dat deelnam aan de Olympische Zomerspelen van 1920 te Antwerpen. Hij behaalde er met de nationale ploeg een bronzen medaille.